# Michel Vaarten
Michaël Maria Edmondus „Michel” Vaarten (ur. 17 stycznia 1957 w Turnhout) – belgijski kolarz torowy i szosowy, pięciokrotny medalista torowych mistrzostw świata.

## Kariera
Pierwszy sukces w karierze Michel Vaarten osiągnął w 1976 roku, kiedy zdobył srebrny medal w wyścigu na 1 km podczas igrzysk olimpijskich w Montrealu. W wyścigu tym wyprzedził go jedynie Klaus-Jürgen Grünke z NRD, a trzecie miejsce przypadło Duńczykowi Nielsowi Fredborgowi. Na rozgrywanych trzy lata później mistrzostwach świata w Amsterdamie Belg zdobył brązowy medal w sprincie indywidualnym, przegrywając tylko z Japończykiem Kōichi Nakano i Dieterem Berkmannem z RFN. Najlepsze wyniki osiągnął jednak podczas mistrzostw świata w Colorado Springs w 1986 roku, gdzie był najlepszy w keirinie, a w wyścigu punktowym zawodowców zajął drugie miejsce za Ursem Freulerem ze Szwajcarii. Na mistrzostwach świata w Gandawie w 1988 roku był trzeci w keirinie, tym razem uznając wyższość dwóch Włochów: Claudio Golinellego oraz Ottavio Dazzana, a na rozgrywanych dwa lata później mistrzostwach świata w Maebashi w tej samej konkurencji był drugi za Michaelem Hübnerem z NRD. Vaarten wielokrotnie zdobywał również medale torowych mistrzostw świata, startował także w wyścigach szosowych.